# افولابی اوبافمی
افولابی اوبافمی (انگلیسی: Afolabi Obafemi؛ زادهٔ ۲۵ نوامبر ۱۹۹۴) بازیکن فوتبال اهل بریتانیا است.
از باشگاه‌هایی که در آن بازی کرده‌است می‌توان به باشگاه فوتبال هیز و یدینگ یونایتد، باشگاه فوتبال بدفورد تاون، باشگاه فوتبال سادبوری، باشگاه فوتبال ولینگ یونایتد، باشگاه فوتبال بیشاپس استورتفورد، باشگاه فوتبال داگنم و ردبریج، باشگاه فوتبال بیلریکای، باشگاه فوتبال اسکاربرو اتلتیک، و باشگاه فوتبال لیتون اورینت اشاره کرد.